# Talamanca (tổng)
Talamanca là một tổng trong tỉnh Limón, Costa Rica. Tổng này có diện tích 2809,93 km², dân số năm 2008 là 32158 người..